# Sozialpolitik der Europäischen Union

Flagge der Europäischen Union

Im Bereich der Sozialpolitik besitzt die Europäische Union nur sehr begrenzte Zuständigkeiten. Sie beschränken sich im Wesentlichen auf eine Unterstützung der sozialpolitischen Zusammenarbeit der Mitgliedstaaten sowie, in bestimmten Bereichen, auf die Aufstellung von Mindeststandards insbesondere hinsichtlich der Rechte von Arbeitnehmern. Dabei wird stets der primären Verantwortung der Mitgliedstaaten für diesen Bereich sowie der Vielfalt der nationalen Sozialsysteme Rechnung getragen. Enge Beziehungen bestehen zur Beschäftigungspolitik und zur Gleichstellungspolitik, die in gewissem Grade auch als Teilbereiche der Sozialpolitik betrachtet werden können.

## Geschichte
Ein Kapitel über Sozialpolitik war auf französischen Wunsch bereits in der Urfassung des EG-Vertrags von 1957 enthalten. Unter dem Einfluss Deutschlands blieben die Handlungsmöglichkeiten der Gemeinschaft aber begrenzt. Die Harmonisierung im Sozialbereich sollte weitgehend auf „natürlichem“ Wege im Zuge der Schaffung des Binnenmarkts erfolgen und nicht durch „künstliche“ Regulierung.
1961 wurde unter dem Dach des Europarats die Sozialcharta von Turin verabschiedet, die den Arbeitnehmern umfangreiche soziale Schutzrechte zugestand.
Aber auch im Rahmen der Gemeinschaft weiteten sich die sozialpolitischen Aktivitäten seit den 1970er Jahren zunehmend aus; insbesondere wurden zahlreiche Richtlinien zu Arbeitssicherheit und Sozialschutz erlassen. In den 1980er Jahren kam es indessen unter dem Einfluss der britischen Premierministerin Margaret Thatcher zu einer weitgehenden sozialpolitischen Stagnation. Gleichwohl setzte der damalige Kommissionspräsident Jacques Delors in dieser Zeit die Notwendigkeit einer Sozialpolitik der Europäischen Union explizit auf die Tagesordnung. Daher wurde 1989 die Gemeinschaftscharta der sozialen Grundrechte der Arbeitnehmer beschlossen, die an die Turiner Vereinbarung anknüpft und deren Grundrechte ausbaut und weiter präzisiert. Besonderes Gewicht wurde etwa auf den Schutz der Rechte bestimmter Arbeitnehmergruppen (Frauen, Jugendliche, ältere Menschen, Behinderte) gelegt.
Auch das im Vertrag von Maastricht 1992 enthaltene Protokoll über die Sozialpolitik, das die diesbezüglichen Befugnisse der EU ausbaute, fiel in die Zeit Delors. Zunächst besaß es für Großbritannien aufgrund nationaler Vorbehalte (ordnungspolitische Erwägungen) keine Gültigkeit. Mit dem Vertrag von Amsterdam 1997 wurde es in den EG-Vertrag integriert. Heute ist die Materie in Art. 151–161 des Vertrags über die Arbeitsweise der Europäischen Union (AEUV) geregelt. Die Sozialpolitik gehört damit der supranational ausgestalteten sog. 1. Säule der EU an.
2000 schließlich hat der Europäische Rat in Nizza und Lissabon sozialpolitische Leitlinien in Form der Europäischen Sozialagenda aufgestellt. Hiernach soll die EU bis 2010 mehr und bessere Arbeitsplätze sowie einen besseren sozialen Zusammenhalt aufzuweisen haben.
In diesem Zusammenhang fordert der Europäische Gewerkschaftsbund, dass die sozialen Rechte mit einer so genannten Sozialen Fortschrittsklausel sichergestellt werden.

### Ziele
Ziel der Sozialpolitik ist nach Art. 151 AEUV die Förderung der Beschäftigung, die Verbesserung bzw. langfristig auch die Angleichung der Lebens- und Arbeitsbedingungen, ein angemessener sozialer Schutz, der soziale Dialog, die Entwicklung des Arbeitskräftepotenzials und die Bekämpfung von Ausgrenzungen. Dabei sind aber die „Vielfalt der einzelstaatlichen Gepflogenheiten“ und insbesondere nach Art. 153 Abs. 4 AEUV die Befugnis der Mitgliedstaaten für die Festlegung der Grundzüge ihrer Sozialsysteme zu beachten. Auch dürfen Maßnahmen der Union nicht die Stabilität der nationalen Sozialsysteme beeinträchtigen.
Als Bereiche, in denen die Gemeinschaft ergänzend zu den Mitgliedstaaten tätig werden kann, werden nach Art. 153 Abs. 1 AEUV insbesondere Aspekte der Arbeitssicherheit, der sozialen Sicherheit und des Sozialschutzes, die Bekämpfung von Ausgrenzungen, die Gleichstellung von Mann und Frau sowie die Regelung der Beschäftigungsbedingungen von Drittstaatsangehörigen anerkannt. Vollständig den Mitgliedstaaten vorbehalten bleiben nach Art. 153 Abs. 5 AEUV indes Entgeltregelungen, das Koalitions- sowie das Arbeitskampfrecht.
Als normatives Leitbild der Sozialpolitik der EU wird der Begriff des „Europäischen Sozialmodells“ verwendet, der jedoch schwer zu definieren ist und dessen Inhalt kontrovers diskutiert wird.

### Akteure und Verfahren
Für den Erlass verbindlichen Sekundärrechts sind auch im Bereich der Sozialpolitik der Rat und das Europäische Parlament zuständig. Nach Art. 153 Abs. 2 lit. a AEUV erlassen sie Maßnahmen, um die Zusammenarbeit der Mitgliedstaaten in bestimmten Bereichen sozialpolitischer Weiterentwicklung zu fördern. Nach Art. 153 Abs. 2 lit. b setzt er durch Richtlinien Mindeststandards für bestimmte Normen zugunsten von Arbeitnehmern. Dabei handelt er grundsätzlich nach dem ordentlichen Gesetzgebungsverfahren des Art. 294 AEUV, also mit qualifizierter Mehrheit auf Vorschlag der Kommission und unter sehr weitgehender Mitwirkung des Europäischen Parlaments. Im Bereich des Sozialschutzes, der betrieblichen Mitbestimmung sowie bei der Regelung der Beschäftigungsbedingungen für Drittstaatsangehörige entscheidet der Rat indes einstimmig auf Vorschlag der Kommission und nach bloßer Anhörung des Parlaments.
Art. 156 AEUV sieht daneben eine Förderung der sozialpolitischen Zusammenarbeit der Mitgliedstaaten außerhalb rechtssetzender Maßnahmen vor. In diesem Bereich liegt die primäre Zuständigkeit bei der Kommission, die hierzu Untersuchungen durchführt, Stellungnahmen abgibt und Beratungen vorbereitet.
Neben den Organen der EU wirken an Sozialpolitik eine Reihe weiterer Akteure mit:
- Der Wirtschafts- und Sozialausschuss und der Ausschuss der Regionen verfügen über weitgehende Anhörungsrechte.
- Die Sozialpartner, also Arbeitgeberverbände und Gewerkschaften verfügen ebenfalls über Anhörungsrechte. Überdies können ihnen die Mitgliedstaaten auch die Umsetzung von Mindeststandard-Richtlinien nach Art. 153 Abs. 2 lit. b AEUV übertragen. Schließlich ist auch nach Art. 154f. AEUV ein Dialog der Sozialpartner auf europäischer Ebene unter Einbeziehung der Kommission vorgesehen.
- Art. 160 AEUV sieht die Einrichtung eines Ausschuss für Sozialschutz, der die Lage und Entwicklung in den Mitgliedstaaten in diesem Teilgebiet verfolgt und entsprechende Stellungnahmen und Berichte an den Rat richtet.
- Eine Agentur für Sicherheit und Gesundheitsschutz am Arbeitsplatz in Bilbao sammelt Daten über bestimmte Arbeitskrankheiten (Muskel- und Skelettveränderungen), Arbeitsunfälle, psychosoziale Gefahren etc., betreibt auf ihrer Grundlage Informations- und Aufklärungsarbeit und versorgt insbesondere die Kommission mit Informationen
- Ähnliche Aufgaben in einem weiteren Rahmen nimmt die Stiftung zur Verbesserung der Lebens- und Arbeitsbedingungen in Dublin wahr.

Nach Art. 159, 161 AEUV hat die Kommission Jahresberichte über den Stand der Verwirklichung der sozialpolitischen Ziele der Union sowie die soziale Lage in den Mitgliedstaaten zu erstellen und dem Rat, dem Parlament sowie dem Wirtschafts- und Sozialausschuss zu übermitteln.

### Maßnahmen
In den meisten Bereichen der EU-Sozialpolitik sind vielfältige Maßnahmen getroffen worden.

#### Arbeitssicherheit

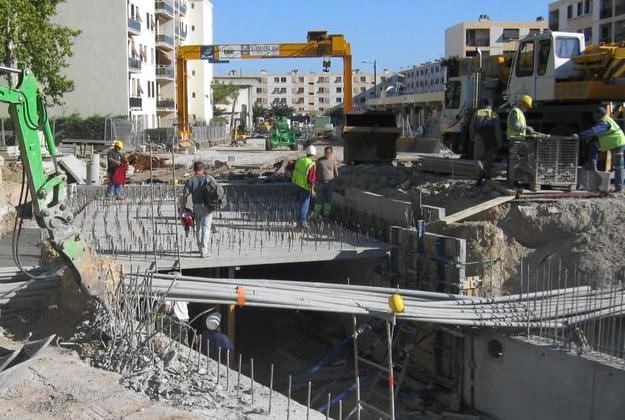
Bauarbeiter in Montpellier

Zentrales europäisches Instrument der Arbeitssicherheitspolitik ist die EU Rahmen-Richtlinie 89/391/EWG, die den Arbeitgebern weitreichende Schutzpflichten für Sicherheit und Gesundheit, insbesondere auch im Bereich der Unfallverhütung, auferlegt. Auf ihrer Grundlage sind 18 Einzelrichtlinien ergangen, die sich u. a. mit Lärm, Erschütterungen, Baustellen oder Schwangerenschutz befassen. Umsetzungsdefizite bestehen insbesondere im Bereich der kleinen und mittleren Unternehmen sowie im öffentlichen Dienst.
RL 03/88 stellt Mindestnormen für die Arbeitszeitausgestaltung auf und sieht etwa für die meisten Beschäftigten eine tägliche Höchstarbeitszeit von 13 und eine wöchentliche von 48 Stunden vor. Daneben gibt es Richtlinien über die Benutzung bestimmter Arbeitsmittel, über Schutzausrüstungen, Schutzmaßnahmen an EDV-Arbeitsplätzen, üben den Schutz bestimmter Personengruppen (Selbständige, Schwangere und Jugendliche) sowie den Schutz vor bestimmten Gefahren (z. B. Ionenstrahlung).
Besonderes Gewicht erhält die Thematik der Arbeitssicherheit durch einen Wandel der hier bestehenden Gefahren und Herausforderungen: So steigt etwa der Teil der weiblichen und der älteren Arbeitnehmer. Dazu kommen eine stärkere Diversifizierung der Beschäftigungsformen (Befristung, Teilzeit-, Schicht-, Telearbeit) sowie neue Risiken wie Umweltgifte, Stress oder Mobbing.

#### Soziales Arbeitsrecht
Durch Rechtsetzung im Bereich des Arbeitsrechts wirkt die Gemeinschaft auf eine Stärkung der sozialen Rechte der Arbeitnehmer hin. Hierzu verfügt sie über zwei Möglichkeiten:
- Sie kann arbeitsrechtliche Standards der einzelnen Mitgliedstaaten vor der im Binnenmarkt grundsätzlich gegebenen Konkurrenz schützen.
- Sie kann durch Richtlinien eigene arbeitsrechtliche Mindestnormen erlassen, wovon jedoch die Bereiche Arbeitsentgelt, Koalitionsrecht, Streikrecht und Aussperrungsrecht ausgenommen sind (Art. 153 (5) AEUV).

Bekanntheit erlangt hat insbesondere die Richtlinie 96/71/EG über die Entsendung von Arbeitnehmern, die im Interesse der Vermeidung von „Sozialdumping“ bei Tätigkeit von Arbeitnehmern in einem anderen Mitgliedstaat einen gewissen Kernbereich von dessen Sicherheits- und Sozialstandards für anwendbar erklärt (Bestimmungslandprinzip). So gelten aufgrund der Entsenderichtlinie auch für Arbeitnehmer, die von Leiharbeitsfirmen in einen anderen Mitgliedstaat entsandt werden, die nationalen Mindestlöhne des Ziel- oder Bestimmungslandes (Art. 3 (1) Buchst. c) der Entsenderichtlinie). Damit werden nationale Mindestlohnregelungen und andere arbeitsrechtliche Standards davor geschützt, durch die Entsendung von (Leih-)Arbeitnehmern aus anderen Mitgliedstaaten umgangen zu werden.
Einen Schwerpunkt der „eigenständigen“ arbeitsrechtlichen Regulierungstätigkeit stellt die rechtliche Gleichstellung atypischer Arbeitsverhältnisse (z. B. Teilzeitarbeit, befristete Beschäftigung, Leiharbeit) mit dem Normalarbeitsverhältnis (d. h. einer unbefristeten, unselbstständigen Vollzeiterwerbstätigkeit) dar, vor allem im Zusammenhang mit den Zielen der Geschlechtergleichstellung und der Vereinbarkeit von Familie und Beruf. Hierunter fallen die Richtlinien zur Teilzeitarbeit (RL 97/81/EG) und zu befristeten Beschäftigungsverhältnissen (RL 1999/70/EG), die Rahmenvereinbarungen der Dachverbände von Arbeitnehmern und Arbeitgebern umsetzen. Eine weitere Rahmenvereinbarung zur Telearbeit setzen diese Verbände in eigener Verantwortung um. Eine entsprechende Regulierung von Leiharbeitsverhältnissen war 2003 nach langwierigen Verhandlungen gescheitert (siehe aber auch Richtlinie 91/383/EWG und Richtlinie 2008/104/EG über Leiharbeit).
Weitere Richtlinien im Bereich des EU-Arbeitsrechts betreffen:
- die Angleichung der Rechte der Arbeitnehmer bei Massenentlassungen (RL 98/59),
- ihren Schutz bei Zahlungsunfähigkeit des Arbeitgebers (RL 80/987),
- die Rechte der Arbeitnehmer bei Betriebsübergang (RL 77/187).
- kollektive Informations- und Anhörungsrechte der Arbeitnehmer im Unternehmen: RL 94/45 sieht die Schaffung eines „Europäischen Betriebsrats“ bei grenzüberschreitend tätigen Unternehmen vor. RL 2002/14 stärkt grundsätzlich die Anhörungs- und Informationsrechte der Arbeitnehmer.

#### Sozialversicherungswesen
Nachdem VO 1408/71 einen diskriminierungsfreien Zugang von EU-Ausländern zu den nationalen Sozialversicherungssystemen vorgesehen hatte, führt VO 883/04 deren Koordinierung weiter fort. So werden nun bestimmte versicherungsrechtlich relevante Ereignisse auch dann anerkannt, wenn sie im EU-Ausland eingetreten sind. Dort zurückgelegte Warte- und Anrechnungszeiten werden anerkannt. Gewährte Sozialleistungen – mit Ausnahme besonderer Leistungen wie beispielsweise der Grundsicherung im Alter – dürfen nicht ausschließlich wegen eines Umzugs des Begünstigten ins EU-Ausland beendet werden. Ältere Sozialabkommen zwischen den Mitgliedstaaten gelten nur fort, soweit sie für den Betroffenen günstiger sind. Andererseits werden aber auch Doppelleistungen unterschiedlicher Mitgliedstaaten an denselben Empfänger aus demselben Grund unterbunden.
Das TESS-System (Telematik für soziale Sicherheit) gewährleistet den Datenaustausch über Sozialleistungen, das die EFTA-Staaten miteinbeziehende MISSOC-System einen allgemeinen Informationsaustausch über sozialen Schutz.

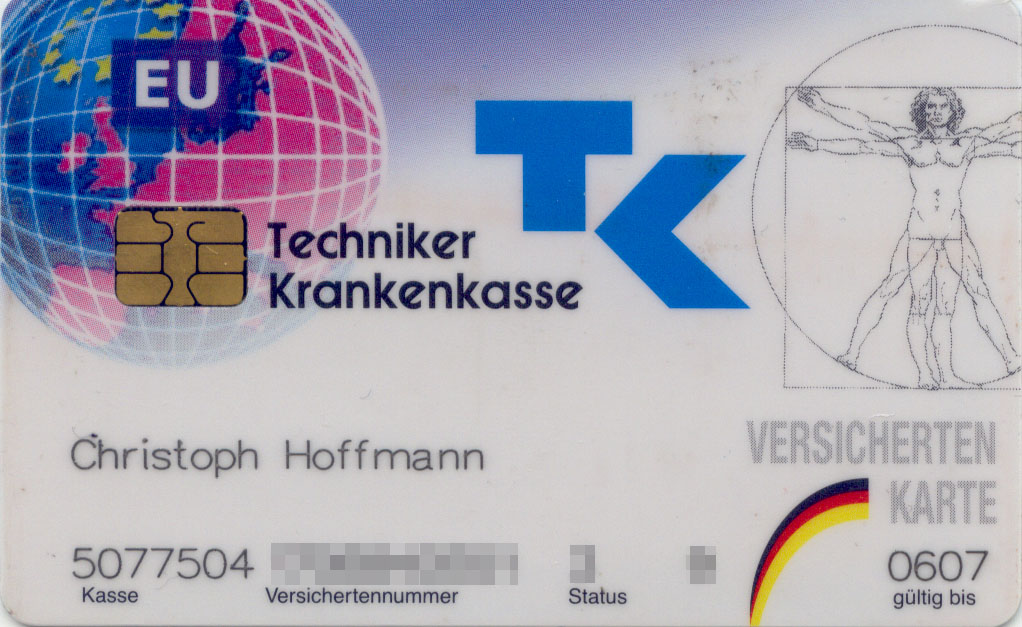
Europäische Krankenversicherungskarte

Seit 2004 gibt es eine Europäische Krankenversicherungskarte, die die Inanspruchnahme von Sachleistungen der Krankenversicherung bei vorübergehendem Aufenthalt in einem anderen Mitgliedstaat erleichtert. Von 2001 datiert eine Ratsentschließung über die Bekämpfung von Sozialmissbrauch, die Kommission hat sich mehrfach mit der zukünftigen Sicherung der Renten befasst. Eine Pensionsfonds-Richtlinie stellt Mindestanforderungen für die Einrichtung und Ausgestaltung von Systemen der betrieblichen Altersversorgung auf.

#### Bekämpfung von Ausgrenzungen
Weniger ausgeprägt geblieben ist der Kampf gegen soziale Ausgrenzung, insbesondere gegen Armut. Als arm wird betrachtet, wer weniger als die Hälfte des in seinem Mitgliedstaat üblichen Durchschnittseinkommens erzielt. Programme wurden etwa aufgelegt zur Unterstützung von Bewohnern benachteiligter Stadtteile und ländlichen Gebieten sowie von Langzeitarbeitslosen, älteren Menschen und Behinderten.

#### Sozialer Dialog
Auch der soziale Dialog auf europäischer Ebene ist in Gang gekommen. Hauptakteure auf Arbeitgeberseite sind die Verbände UNICE, UEAPME (Handwerk, Handel, KMU) und CEEP (öffentlicher Dienst). Die Interessen der Arbeitnehmer vertreten ETUC (europäischer Gewerkschaftsbund), Eurocadres (leitende Angestellte) und FERPA (Rentner). Seit 2001 treffen sich beide Seiten unter Einbeziehung von Rat und Kommission auf dem Europäischen Sozialgipfel. Neben dem allgemeinen Sozialdialog gibt es auch branchenspezifische Ausprägungen, etwa über die Arbeitszeit der Seeleute. Zahlreiche Rahmenvereinbarungen der Sozialpartner wurden später in EU-Sekundärrecht überführt, so etwa jene über Elternurlaub, die Befristung von Arbeitsverhältnissen, Teilzeit- und Telearbeit.